# Saison 2 de H2O
Chronologie
Saison 1 de H2O Saison 3 de H2O
Cet article présente le guide de la deuxième saison de la série télévisée australienne H2O.

## Distribution

### Acteurs principaux
- Phoebe Tonkin : Cleo Sertori
- Claire Holt : Emma Gilbert
- Cariba Heine : Rikki Chadwick
- Angus McLaren : Lewis McCartney
- Burgess Abernethy: Zane Bennett

### Acteurs secondaires
- Brittany Byrnes : Charlotte Watsford
- Cleo Massey : Kim Sertori
- Trent Sullivan : Elliot Gilbert
- Craig Horner : Ash Dove
- Jamie Timony : Nate
- Alan David Lee:Don Sertori

## Épisodes

### Épisode 1: La Tempête
- Australie : 28 septembre 2007
- France :
- Québec : 26 août 2009 sur VRAK.TV[1]

### Épisode 2: Self Control
- Australie : 5 octobre 2007
- France :
- Québec : 2 septembre 2009 sur VRAK.TV

### Épisode 3: Teuf d'enfer
- Australie : 12 octobre 2007
- France :
- Québec : 9 septembre 2009 sur VRAK.TV

### Épisode 4: Le feu et la glace
- Australie : 19 octobre 2007
- France :
- Québec : 16 septembre 2009 sur VRAK.TV

### Épisode 5: Abracadabra
- Australie : 26 octobre 2007
- France :
- Québec : 23 septembre 2009 sur VRAK.TV

### Épisode 6: Poisson frais
- Australie : 2 novembre 2007
- France :
- Québec : 30 septembre 2009 sur VRAK.TV

### Épisode 7: Un job pour Lewis
- Australie : 9 novembre 2007
- France :
- Québec : 7 octobre 2009 sur VRAK.TV

### Épisode 8: Zane zorro
- Australie : 16 novembre 2007
- France :
- Québec : 14 octobre 2009 sur VRAK.TV

### Épisode 9: Herbe folle
- Australie : 23 novembre 2007
- France :
- Québec : 21 octobre 2009 sur VRAK.TV

### Épisode 10: Cleo contre Charlotte
- Australie : 30 novembre 2007
- France :
- Québec : 28 octobre 2009 sur VRAK.TV

### Épisode 11: Une plongée qui rapporte
- Australie : 7 décembre 2007
- France :
- Québec : 4 novembre 2009 sur VRAK.TV

### Épisode 12: Corail toxique
- Australie : 14 décembre 2007
- France :
- Québec : 11 novembre 2009 sur VRAK.TV

### Épisode 13: Panique sur l'île
- Australie : 21 décembre 2007
- France :
- Québec : 18 novembre 2009 sur VRAK.TV

### Épisode 14: La méthode forte
- Australie : 28 décembre 2007
- France :
- Québec : 25 novembre 2009 sur VRAK.TV

### Épisode 15: Irrésistible
- Australie : 4 janvier 2008
- France :
- Québec : 2 décembre 2009 sur VRAK.TV

### Épisode 16: Double Trouble
- Australie : 11 janvier 2008
- France :
- Québec : 9 décembre 2009 sur VRAK.TV

### Épisode 17: Coup de lune
- Australie : 18 janvier 2008
- France :
- Québec : 16 décembre 2009 sur VRAK.TV[2]

### Épisode 18: De l'orage dans l'air
- Australie : 25 janvier 2008
- France : 2 novembre 2015
- Québec : 6 janvier 2010 sur VRAK.TV[3]

### Épisode 19: L'héritage des sirènes (partie 1)
- Australie : 1er février 2008
- France :
- Québec : 13 janvier 2010 sur VRAK.TV

### Épisode 20: L'héritage des sirènes (partie 2)
- Australie : 8 février 2008
- France :
- Québec : 20 janvier 2010 sur VRAK.TV

### Épisode 21: Une de plus
- Australie : 15 février 2008
- France :
- Québec : 27 janvier 2010 sur VRAK.TV

### Épisode 22: Drôle d'équipe
- Australie : 22 février 2008
- France :
- Québec : 3 février 2010 sur VRAK.TV

### Épisode 23: À la renverse
- Australie : 29 février 2008
- France :
- Québec : 10 février 2010 sur VRAK.TV

### Épisode 24: L'anniversaire de Lewis
- Australie : 7 mars 2008
- France :
- Québec : 17 février 2010 sur VRAK.TV

### Épisode 25: En eau trouble
- Australie : 14 mars 2008
- France :
- Québec : 24 février 2010 sur VRAK.TV

Charlotte est déterminée à éloigner Cléo de Lewis. Elle arrache le médaillon de la jeune fille et, lorsque Lewis lui pose la question, prétend que Cléo lui en a fait cadeau. 

### Épisode 26: La magie de la lune
- Australie : 21 mars 2008
- France :
- Québec : 5 mars 2010 sur VRAK.TV[4]